# Comté de Graham (Kansas)
Pour les articles homonymes, voir Comté de Graham.
Le comté de Graham est l’un des 105 comtés de l’État du Kansas, aux États-Unis. Il a été fondé le 26 février 1887. Son siège, et plus grande ville, est Hill City. Selon le recensement de 2000, la population du comté est de 2 946 habitants.

## Géographie
Le comté a une superficie de 2 328 km², dont 2 327 km² en surfaces terrestres.

### Géolocalisation
| Comté de Decatur  | Comté de Norton | Comté de Phillips |
| Comté de Sheridan | Comté de Graham | Comté de Rooks    |
| Comté de Gove     | Comté de Trego  | Comté d'Ellis     |